# Eudoxia Paleóloga
Eudoxia Paleóloga (en griego: Ευδοκία Παλαιολογίνα; c. 1265-1302) fue la tercera hija del emperador bizantino Miguel VIII Paleólogo y su esposa, Teodora Ducaina Vatatzina, la sobrina nieta del emperador Juan III Ducas Vatatzés de Nicea.
En 1282 Eudoxia se casó en Constantinopla con Juan II, emperador de Trebisonda, con quien tuvo dos hijos, Alejo y Miguel. En 1298, después de la muerte de su marido y la ascensión de su hijo Alejo II, se llevó a su hijo menor y volvió a la corte de su hermano en Constantinopla.
Andrónico II Paleólogo recibió bien a su hermana, prometiendo enviarla de regreso cada vez que quisiera con su hijo mayor, cuya posición - como fue la versión oficial bizantina - hizo todo en su poder por consolidar.
Eudoxia se había convertido enteramente en devota de los intereses trapisondeses. Ella se negó a un segundo matrimonio con el rey Esteban Uroš II Milutin de Serbia, ya que deseaba mantener su fidelidad hacia su primer consorte, y en secreto se opuso al plan de su hermano de casar a Alejo II con una hija del primer ministro bizantino Nicéforo Choumnos. Fingió, sin embargo, la aprobación de este partido, por lo que, con el pretexto de hacer los arreglos para la boda de su hijo, ella podría volver a Trebisonda.
Mientras tanto, Alejo II decidió por sí mismo casarse con Jiajak Jaqeli, una princesa ibera. Su tío Andrónico II quería que este matrimonio fuera anulado, por lo que Eudoxia, con el pretexto de inducir a su hijo a disolver el matrimonio, logró volver a Trebisonda en 1301, donde asesoró a su hijo a mantener a su esposa ibera. Eudoxia murió al año siguiente, y fue tal vez sepultada en la iglesia de San Gregorio.